# 진주시의 행정 구역
진주시의 행정 구역은 1개의 읍과 15개의 면, 14개의 행정동, 33개의 법정동으로 나뉘어 있다.
1995년에 진주시와 진양군을 통합하여 도농 통합시로 발족하였다. 그리하여 2009년 12월 31일을 기준으로 면적은 712.84km2로 늘어났으며, 1읍, 15면을 가지게 되었으며, 323리를 가지고 있다. 옛 진주시 지역은 21개 행정동(32개 법정동)으로 확장되었다.
2013년 5월 1일 10개 행정동이 통합, 4개동으로 재편되어 행정동은 15개로 축소되었다.
2013년 12월 18일 법정동은 33개로 확대되었다.
2017년 1월 1일 9개 행정동이 통합, 1개동으로 재편되어 행정동은 14개로 축소되었다.
2017년 2월 1일 8개 행정동이 통합, 1개동으로 재편되어 행정동은 13개로 축소되었다.

## 행정 구역
|  |  |

| 읍·면·동 | 한자     | 세대   | 인구   | 면적  |
| -------- | -------- | ------ | ------ | ----- |
| 문산읍   | 文山邑   | 2,908  | 7,681  | 39.98 |
| 내동면   | 奈洞面   | 780    | 1,717  | 32.12 |
| 정촌면   | 井村面   | 1,348  | 3,380  | 26.75 |
| 금곡면   | 金谷面   | 1,241  | 2,778  | 39.86 |
| 진성면   | 晋城面   | 1,125  | 2,601  | 36.4  |
| 일반성면 | 一班城面 | 1,408  | 3,474  | 19.44 |
| 이반성면 | 二班城面 | 1,011  | 2,037  | 42.58 |
| 사봉면   | 寺奉面   | 927    | 2,028  | 31.96 |
| 지수면   | 智水面   | 902    | 1,970  | 30.97 |
| 대곡면   | 大谷面   | 1,902  | 4,446  | 55.89 |
| 금산면   | 琴山面   | 6,844  | 21,272 | 32.78 |
| 집현면   | 集賢面   | 2,140  | 6,048  | 46.23 |
| 미천면   | 美川面   | 955    | 2,058  | 54.63 |
| 명석면   | 鳴石面   | 2,082  | 4,977  | 69.3  |
| 대평면   | 大坪面   | 509    | 1,257  | 41.05 |
| 수곡면   | 水谷面   | 1,177  | 2,552  | 42.5  |
| 천전동   | 川前洞   | 13,139 | 36,012 | 6.46  |
| 성북동   | 城北洞   | 6,013  | 13,648 | 1.16  |
| 중앙동   | 中央洞   | 7,377  | 16,874 | 2.04  |
| 상봉동   | 上鳳洞   | 7,490  | 18,776 | 2.62  |
| 상대동   | 上大洞   | 10,940 | 28,786 | 2.56  |
| 하대동   | 下大洞   | 10,096 | 30,803 | 2.95  |
| 상평동   | 上坪洞   | 5,288  | 14,247 | 3.05  |
| 초장동   | 草長洞   | 3,079  | 10,024 | 12.26 |
| 평거동   | 平居洞   | 10,148 | 30,570 | 2.92  |
| 신안동   | 新安洞   | 5,556  | 15,871 | 1.0   |
| 이현동   | 二峴洞   | 5,801  | 16,583 | 5.8   |
| 판문동   | 板門洞   | 3,681  | 10,523 | 17.38 |
| 가호동   | 加虎洞   | 8,135  | 21,774 | 9.5   |
| 충무공동 | 忠武公洞 | 4,379  | 32,148 | 4.09  |

## 법정동·리
| 읍·면·동 | 법정동·리 |
| -------- | --- |
| 문산읍   | 갈곡리(葛谷里), 두산리(斗山里), 상문리(三谷里), 상문리(象文里), 소문리(蘇文里), 안전리(安全里), 옥산리(玉山里), 이곡리(耳谷里)                                                                 |
| 내동면   | 내평리(內坪里), 독산리(篤山里), 삼계리(三溪里), 신율리(新栗里), 유수리(柳樹里) |
| 정촌면   | 관봉리(官鳳里), 대축리(大杻里), 소곡리(所谷里), 예상리(禮上里), 예하리(禮下里), 화개리(花開里)                                                                                                 |
| 금곡면   | 가봉리(佳峰里), 검암리(檢岩里), 동례리(東禮里), 두문리(斗文里), 성산리(省山里), 송곡리(松谷里), 인담리(仁潭里), 정자리(亭子里), 죽곡리(竹谷里)                                                 |
| 진성면   | 가진리(嘉津里), 구천리(龜川里), 대사리(大寺里), 동산리(東山里), 상촌리(上村里), 온수리(溫水里), 천곡리(泉谷里)                                                                                 |
| 일반성면 | 가선리(佳仙里), 개암리(開岩里), 남산리(南山里), 답천리(畓川里), 운천리(雲川里), 창촌리(倉村里)                                                                                                 |
| 이반성면 | 가산리(佳山里), 길성리(吉星里), 대천리(大川里), 발산리(鉢山里), 용암리(龍岩里), 장안리(長安里), 평촌리(坪村里), 하곡리(荷谷里)                                                                 |
| 사봉면   | 마성리(馬城里), 무촌리(武村里), 방촌리(芳村里), 봉곡리(鳳谷里), 부계리(富溪里), 사곡리(沙谷里)                                                                                                 |
| 지수면   | 금곡리(金谷里), 승산리(勝山里), 압사리(鴨寺里), 용봉리(龍奉里), 청담리(淸潭里), 청원리(淸源里)                                                                                                 |
| 대곡면   | 가정리(佳亭里), 광석리(廣石里), 단목리(丹牧里), 대곡리(大谷里), 덕곡리(德谷里), 마진리(麻津里), 설매리(雪梅里), 와룡리(臥龍里), 월아리(月牙里), 월암리(月岩里), 용암리(龍岩里), 유곡리(柳谷里) |
| 금산면   | 가방리(加芳里), 갈전리(葛田里), 속사리(束沙里), 송백리(松栢里), 용아리(龍牙里), 장사리(長沙里), 중천리(中川里)                                                                                 |
| 집현면   | 냉정리(冷井里), 대암리(大岩里), 덕오리(德梧里), 봉강리(鳳降里), 사촌리(沙村里), 신당리(新塘里), 장흥리(長興里), 정수리(亭水里), 정평리(亭坪里), 지내리(池內里)                                 |
| 미천면   | 미곡리(美谷里), 반지리(班池里), 벌당리(伐塘里), 상미리(上美里), 안간리(安磵里), 어옥리(於玉里), 오방리(梧坊里), 향양리(向陽里), 효자리(孝子里)                                                 |
| 명석면   | 가화리(佳花里), 계원리(桂垣里), 관지리(觀旨里), 남성리(南星里), 덕곡리(德谷里), 신기리(新基里), 오미리(五美里), 왕지리(旺旨里), 외율리(外栗里), 용산리(龍山里), 우수리(雨水里)                 |
| 대평면   | 내촌리(內村里), 당촌리(堂村里), 대평리(大坪里), 상촌리(上村里), 신풍리(新豊里), 하촌리(下村里)                                                                                                 |
| 수곡면   | 대천리(大泉里), 사곡리(士谷里), 원계리(元溪里), 원내리(元內里), 원외리(元外里), 자매리(紫梅里), 창촌리(昌村里), 효자리(孝子里)                                                                 |
| 천전동   | 강남동(江南洞), 망경동(望京洞), 주약동(株藥洞), 칠암동(七岩洞) |
| 성북동   | 남성동(南城洞), 본성동(本城洞), 봉곡동(鳳谷洞), 인사동(仁寺洞), 중안동(中安洞), 계동(桂洞) |
| 중앙동   | 대안동(大安洞), 동성동(東城洞), 봉래동(蓬萊洞), 수정동(水晶洞), 옥봉동(玉峰洞), 장대동(將臺洞), 평안동(平安洞)                                                                                 |
| 상봉동   | 상봉동(上鳳洞) |
| 상대동   | 상대동(上大洞) |
| 하대동   | 하대동(下大洞) |
| 상평동   | 상평동(上坪洞) |
| 초장동   | 초전동(草田洞), 장재동(長在洞), 하촌동(下村洞) |
| 평거동   | 평거동(平居洞) (일부), 신안동(新安洞) (일부), 이현동(二峴洞) (일부) |
| 신안동   | 신안동(新安洞) (일부) |
| 이현동   | 이현동(二峴洞) (일부), 유곡동(柳谷洞) |
| 판문동   | 평거동(平居洞) (일부), 판문동(板門洞), 귀곡동(貴谷洞) |
| 가호동   | 가좌동(加佐洞), 호탄동(虎灘洞) |
| 충무공동 | 충무공동(忠武公洞) |

## 연혁
- 1895년 5월 26일 : 진주부 진주군[2]
- 1896년 8월 4일 : 경상남도 진주군[3](75면)
- 1914년 4월 1일 19면으로 개편하였다.[4]

| 조선총독부령 제111호 |             |                                        |
| 구 행정구역 | 신 행정구역 | 신 행정구역                            |
| 진주군 성내면(城內面) 일동 일부/이동 일부/오동 일부, 삼동 일부/사동 일부/(중안면)삼동 일부, 이동 일부/삼동 일부 | 진주면      | 내성동, 동성동, 중성동                 |
| 진주군 중안면(中安面) 삼동 일부/(대안면)일동 일부/(성내면)사동 일부, 일동 일부/삼동 일부/(대안면)이동 일부/(봉곡면)하동 일부, 일동 일부/삼동 일부/(성내면)일동 일부/사동 일부, 삼동 일부/(대안면)일동 일부/이동 일부                                                                       | 진주면      | 대안동, 비봉동, 중안동, 평안동         |
| 진주군 대안면(大安面) 신안동/평촌동 일부/화동 일부/일동 일부/(성내면)오동 일부/(평거면)평거동 일부, 이현동/화동 일부/일동 일부 | 평거면      | 신안리, 이현리                         |
| 진주군 봉곡면(鳳谷面) 상동 일부/하동 일부, 각한동/유동/(성태동면)신촌 일부 | 평거면      | 상봉리, 유곡리                         |
| 진주군 평거면(平居面) 오천동/판문동, 평거동 일부/(중안면)평촌동 일부 | 평거면      | 판문리, 평거리                         |
| 진주군 가귀곡면(加貴谷面) 대동/(축곡면)산지동 일부 | 평거면      | 귀곡리                                 |
| 진주군 성태동면(省台洞面) 비곡동/송목동/수시동/용산동, 우수동/어수동, 관지동 일부/신촌 일부, 덕곡동/엄목동/관지동 일부 | 평거면      | 용산리, 우수리                         |
| 진주군 성태동면(省台洞面) 비곡동/송목동/수시동/용산동, 우수동/어수동, 관지동 일부/신촌 일부, 덕곡동/엄목동/관지동 일부 | 명석면      | 관지리, 덕곡리                         |
| 진주군 명석면(鳴石面) 갈전동/봉청동/계원동, 장흥동/석방동/남성동, 동전동/청계동/신기동, 추동/왕지동, 내율동/외율동/내팔미동/외팔미동 일부/(오산면)오미동 일부/(단성군 오도면)토현동 | 명석면      | 계원리, 남성리, 신기리, 왕지리, 외율리 |
| 진주군 오산면(吾山面) 가동/화지동/(신풍면)중동 일부, 삼항동/오미동 일부/묵곡동 일부/(명석면)외팔미동 일부/(대평면)대평동 일부 | 명석면      | 가화리, 오미리                         |
| 진주군 도동면(道洞面) 하평동/상평동 일부/상대동 일부, 상평동 일부/상대동 일부/하대동 일부, 초전동 일부/(금산면)미암동 일부/(사죽면)장흥동 일부, 하대동 일부/초전동 일부 | 도동면      | 상평리, 상대리, 초전리, 하대리         |
| 진주군 장재곡면(長在谷面) 장재곡동 일부/(사죽면)장흥동 일부/(동물곡면)하촌동 일부 | 도동면      | 장재리                                 |
| 진주군 옥봉면(玉峰面) 옥봉동/(성내면)사동 일부/(중안면)삼동 일부/(대안면)일동 일부/이동 일부/(봉곡면)상동 일부 | 도동면      | 옥봉리                                 |
| 진주군 정촌면(井村面) 가좌동/장좌동/(내동면)신촌동 일부, 동물곡동/처음동/(이곡면)어암동 일부/(송곡면)정자동 일부, 호탄동 일부/원촌동 일부/정동/대방동/(문산면)옥산동, 호탄동 일브/원촌동 일부                                                                                              | 정촌면      | 가좌리, 동물리(冬勿里), 옥산리, 호탄리 |
| 진주군 지공면(枝貢面) 여물동/상동 일부/(사천군 북면)관율동 일부, 소곡동/상동 일부/(사천군 북면)관율동 일부, 죽봉동/화동/(내동면)율동 일부/(가차례면)하동 일부 | 정촌면      | 관봉리, 소곡리, 화개리                 |
| 진주군 가차례면(加次禮面) 상동 일부, 상동 일부/하동 일부 | 정촌면      | 예상리, 예하리                         |
| 진주군 축동면(杒洞面) 대동 | 정촌면      | 대인리                                 |
| 진주군 신풍면(新豐面) 상동/하동/중동 일부 | 대평면      | 신풍리                                 |
| 진주군 마동면(馬洞面) 당촌동 일부/(신풍면)중동 일부/(곤양군 곤명면)본촌동 일부, 내촌동, 당촌동 일부/(신풍면)중동 일부/수곡동 일부/중금동 일부/(침곡면)하촌동 | 대평면      | 당촌리, 내촌리, 하촌리                 |
| 진주군 대평면(大坪面) 대평동 일부 | 대평면      | 대평리                                 |
| 진주군 침곡면(針谷面) 상촌동/중촌동 | 대평면      | 상촌리                                 |
| 진주군 수곡면(水谷面) 대천동/사방동/구태동/금동/후산동 일부/(대각면)사곡동 일부, 창촌동/호계동/(원당면)외동 일부/(하동군 운곡면)가덕동 일부, 효자동/중전동 일부/하동 일부/악산동 일부/(마동면)당촌동 일부, 하동 일부/(원당면)내동 일부/(곤양군 곤명면)본촌동 일부                          | 수곡면      | 대천리, 창촌리, 효자리, 원내리         |
| 진주군 대각면(大覺面) 사곡동 일부/대우동 일부/(산청군 백곡면)대우동 일부, 자매동 일부/대우동 일부/(산청군 파지면)덕동 일부 | 수곡면      | 사곡리, 자매리                         |
| 진주군 원당면(元堂面) 내동 일부/외동 일부/(곤양군 곤명면)본촌동 일부 | 수곡면      | 원외리                                 |
| 진주군 내동면(奈洞面) 독산동/영강동, 신촌동 일부/율동 일부 | 내동면      | 독산리, 신율리                         |
| 진주군 축곡면(杒谷面) 내평동/연향동 일부/수거동 일부/(곤양군 곤명면)조평동 일부, 산지동 일부/마동, 유동/수거동 일부/(곤양군 가리면)가화동 일부 | 내동면      | 내평리, 삼계리, 유수리                 |
| 진주군 섭천면(涉川面) 약동, 천전동 | 내동면      | 주약리, 천전리                         |
| 진주군 가좌촌면(加佐村面) 상촌동, 중촌동 일부/하촌동 일부/(내진성면)천곡동 일부, 하촌동 일부 | 진성면      | 상촌리, 중촌리, 하촌리                 |
| 진주군 내진성면(內晉城面) 대사동/두수동 일부/백암동 일부, 온수동 일부, 이천동, 천곡동 일부/온수동 일부/(가좌촌면)중촌동 일부 | 진성면      | 대사리, 온수리, 이천리, 천곡리         |
| 진주군 외진성면(外晉城面) 원통동/사가동/소야동/시목동/남산동/관사동/(내진성면)백암동 일부/두수동 일부, 성분동/포곡동/운천동/(내진성면)원당동 일부/온정동 일부/(함안군 상사면)다무리 일부                                                                                                   | 일반성면    | 남산리, 운천리                         |
| 진주군 일반성면(一班城面) 가곡동 일부/선동 일부/창촌동 일부, 개암동/채동 일부/선동 일부/창촌동 일부/(외진성면)답천동 일부, 채동 일부/(외진성면)답천동 일부, 창촌동 일부/선동 일부/채동 일부/(함안군 사등면)다무리 일부                                                                     | 일반성면    | 가선리, 개암리, 답천리, 창촌리         |
| 진주군 이반성면(二班城面) 용암동 일부/간동 일부/하서동 일부, 후촌동/장안동/반덕촌/사영동/전촌동 일부/평촌동 일부, 지화동/평촌동 일부/간동 일부/전촌동 일부, 하동동/하중동/하서동 일부 | 이반성면    | 용암리, 장안리, 평촌리, 하곡리         |
| 진주군 가수개면(可樹介面) 가산동 일부/길성동 일부/계룡동 일부/(이반성면)용암동 일부, 길성동 일부/맥두동 일부/계룡동 일부, 대동/가산동 일부/(외진성면)답천동 일부, 맥두동 일부/계룡동 일부/(마산부 양전면)발산리                                                                            | 이반성면    | 가산리, 길성리, 대천리, 발산리         |
| 진주군 미천면(美川面) 반지동/세곡동/삭성동 일부, 항수동/벌당동/고동 일부/정성동 일부/삭성동 일부, 진교동/장죽동/개필동/동항동 | 미천면      | 반지리, 벌당리, 항양리                 |
| 진주군 안간면(安磵面) 미곡동 일부, 안간동/미곡동 일부/효자동 일부, 효자동 일부 | 미천면      | 미곡리, 안간리, 효자리                 |
| 진주군 설매곡면(雪梅谷面) 상미동/하미동, 덕진동 일부/오방동 일부/어옥동, 용암동/중감동/하감동 일부, 월배동/상감동 일부/하감동 일부, 창촌동/웅곡동/가야동 일부, 하감동 일부/상감동 일부 | 미천면      | 상미리, 어옥리, 오방리, 용암리, 월암리 |
| 진주군 설매곡면(雪梅谷面) 상미동/하미동, 덕진동 일부/오방동 일부/어옥동, 용암동/중감동/하감동 일부, 월배동/상감동 일부/하감동 일부, 창촌동/웅곡동/가야동 일부, 하감동 일부/상감동 일부 | 대곡면      | 광석리, 설매리                         |
| 진주군 대곡면(大谷面) 중촌동/가정동 일부/용동 일부, 대동 일부, 하촌동/덕곡동/(대여촌면)송곡동 일부, 마진동/대동 일부, 유곡동/용동 일부/가정동 일부/(대여촌면)송곡동 일부/(설매곡면)가야동 일부                                                                                             | 대곡면      | 가정리, 대곡리, 덕곡리, 마진리, 와룡리 |
| 진주군 사죽면(沙竹面) 월아동 일부/단동 일부/(미천면)고동 일부/정성동 일부, 월아동 일부, 유곡동/대포동/지석동/(대여촌면)송곡동 일부/(미천면)정성동 일부, 오동/덕성동/월아동 일부/단동 일부, 신당동 일부/죽산동, 장흥동 일부/신당동 일부                                                     | 대곡면      | 단목리, 월아리, 유곡리                 |
| 진주군 사죽면(沙竹面) 월아동 일부/단동 일부/(미천면)고동 일부/정성동 일부, 월아동 일부, 유곡동/대포동/지석동/(대여촌면)송곡동 일부/(미천면)정성동 일부, 오동/덕성동/월아동 일부/단동 일부, 신당동 일부/죽산동, 장흥동 일부/신당동 일부                                                     | 집현면      | 덕오리, 신당리, 장흥리                 |
| 진주군 집현면(集賢面) 광정동/냉정동/(미천면)원당동, 봉평동/덕동/원동/(모태곡면)혈암동 일부, 지내동/당하동/신기동/달리동 일부 | 집현면      | 냉정리, 봉강리, 지내리                 |
| 진주군 동물곡면(冬勿谷面) 기동/사촌동/관동, 중촌동/하촌동 일부/(장좌곡면)장좌곡동 일부 | 집현면      | 사촌리, 하촌리                         |
| 진주군 모태곡면(毛台谷面) 대무동/평방동 일부/혈암동 일부/(집현면)달리동 일부, 철수동/검정동, 정자동/평방동 일부 | 집현면      | 대암리, 정수리, 정평리                 |
| 진주군 문산면(文山面) 이동/일동 일부/(조동면)갈전동 일부/속사동 일부, 상이동/일동 일부, 삼동 일부/(이곡면)제내동 | 문산면      | 소문리, 상문리, 삼곡리                 |
| 진주군 갈곡면(葛谷面) 삼동 일부/(송곡면)정자동 일부/(이곡면)어수동 일부/이곡동 일부, 외동/동곡동/(송곡면)송곡동 일부, 내동/상촌동 | 문산면      | 이곡리, 안전리, 갈촌리                 |
| 진주군 금산면(今山面) 백동 일부/(조동면)속사동 일부, 백동 일부, 개천동/중촌동 일부/말암동 일부 | 금산면      | 속사리, 송백리, 중천리                 |
| 진주군 조동면(槽洞面) 호암동/갈전동 일부/속사동 일부 | 금산면      | 갈전리                                 |
| 진주군 대여촌면(代如村面) 남성동/기동/가방동 일부/사동 일부, 용사동/(금산면)월아동/중촌동 일부 | 금산면      | 가방리, 용아리, 장사리                 |
| 진주군 금동어면(金冬於面) 우봉동/가토동 일부/검암동 일부 | 금곡면      | 가봉리                                 |
| 진주군 성을산면(省乙山面) 동례동/신대동 일부/두문동 일부/(금동어면)검암동 일부, 두문동 일부/석계동 일부/성산동 일부/신대동 일부/(고성군 오읍곡면)동동 일부/서동 일부, 성산동 일부/덕계동 일부, 장지동/죽곡동/성산동 일부, 상인담동/하인담동 일부/(송곡면)홍정동 일부/(금동어면)검암동 일부 | 금곡면      | 동례리, 두문리, 성산리, 죽곡리, 인담리 |
| 진주군 송곡면(松谷面) 송곡동 일부/홍정동 일부/(금동어면)검암동 일부/가토동 일부, 송곡동 일부, 정자동 일부/홍정동 일부/(이곡면)이곡동 일부/(성을산면)하인담동 일부/(금동어면)검암동 일부 | 금곡면      | 검암리, 송곡리, 정자리                 |
| 함안군 상사면(上寺面) 마사리/시성리, 방촌리 일부/중촌리 일부, 우곡리/사령리 일부/방촌리 일부/(진주군 일반성면)창촌동 일부, 다무리 일부/중촌리 일부/사령리 일부/(진주군 일반성면)창촌동 일부/(진주군 내진성면)원당동 일부/온수동 일부/천곡동 일부                                           | 사봉면      | 마성리, 방촌리, 사곡리, 무촌리         |
| 함안군 상봉면(上奉面) 봉대리/모곡리 일부/(하봉면)임내리 일부, 화계리/부다리/모곡리 일부, 필동리/뇌동리/(하봉면)구사리 일부, 청원리 | 사봉면      | 봉곡리, 부계리                         |
| 함안군 상봉면(上奉面) 봉대리/모곡리 일부/(하봉면)임내리 일부, 화계리/부다리/모곡리 일부, 필동리/뇌동리/(하봉면)구사리 일부, 청원리 | 지수면      | 금곡리, 청원리                         |
| 함안군 하봉면(下奉面) 승산리 일부/임내리 일부, 압현리 일부/구사리 일부, 동지리/용봉리 일부/압현리 일부, 청담리/용봉리 일브/승산리 일부 | 지수면      | 승내리, 압사리, 용봉리, 청담리         |
19면 - 진주면, 평거면, 도동면, 내동면, 정촌면, 금곡면, 문산면, 진성면, 이반성면, 일반성면, 사봉면, 지수면, 대곡면, 금산면, 집현면, 미천면, 명석면, 대평면, 수곡면
- 1925년 4월 1일 경상남도청이 부산부로 이전하였다.[5]
- 1931년 4월 1일 진주면이 진주읍으로 승격하였다.[6]
- 1938년 7월 1일 평거면·도동면 일원, 집현면 하촌리, 내동면 천전리·주약리를 진주읍으로 편입하였다.[7](1읍 16면)(진주읍: 17정 12리)

| 부령 제116호                                  |             |
| 구 행정구역                                   | 신 행정구역 |
| 평거면 평거리, 판문리, 신안리, 이현리, 유곡리 | 진주읍 일부 |
| 도동면 상평리, 상대리, 하대리, 초전리, 장재리 | 진주읍 일부 |
| 집현면 하촌리                                 | 진주읍 일부 |
| 내동면 주약리                                 | 진주읍 일부 |
| 평거면 우수리, 용산리                         | 명석면 일부 |
| 평거면 귀곡리                                 | 내동면 일부 |
- 1939년 10월 1일 진주읍 일원을 관할로 진주부를 설치하였고[8], 진주군은 진양군으로 개칭하였다.

| 부령 제168호          |                                   |
| 구 행정구역 (법정동)  | 신 행정구역                       |
| 진주읍 내성동(內城洞) | 진주부 남산정(南山町)             |
| 진주읍 중성동(中城洞) | 진주부 본정(本町)                 |
| 진주읍 동성동(東城洞) | 진주부 일출정(日出町)             |
| 진주읍 대안동(大安洞) | 진주부 영정(榮町), 옥산정(玉山町) |
| 진주읍 중안동(中安洞) | 진주부 행정(幸町), 길야정(吉野町) |
| 진주읍 평안동(平安洞) | 진주부 금정(錦町)                 |
- 1949년 8월 15일 진주부를 진주시로 개칭하였다.

| 지방자치법 (1949.07.04) | |
| 구 행정구역 (법정동) | 신 행정구역 |
| 진주부 일출정(日出町), 영정(榮町), 금정(錦町), 앵정(櫻町), 대정정(大正町), 소화정(昭和町), 본정(本町), 남산정(南山町), 길야정(吉野町), 행정(幸町), 동봉정(東鳳町), 서봉정(西鳳町), 옥산정(玉山町), 봉래정, 수정정 | 진주시 동성동, 대안동, 평안동, 장대동, 강남동, 칠암동, 본성동, 남성동, 인사동, 중안동, 계동, 봉곡동, 옥봉동, 봉래동, 수정동 |
| 진주부 봉산정(鳳山町) | 진주시 상봉서동, 상봉동동                                                                                                   |
| 진주부 명치정(明治町) | 진주시 망경남동, 망경북동                                                                                                   |
- 1955년 7월 1일 하동군 옥종면 원계리를 진양군 수곡면에 편입하였다.[9]
- 1970년 5월 16일 진양군 청사를 진주시 동진로 155(상대동 284) 신축 청사로 이전했다.
- 1973년 7월 1일 진양군 정촌면 가좌리·호탄리, 내동면 귀곡리를 진주시에, 정촌면 동물리(현, 두산리)·옥산리가 문산면에 편입하였다.[10]
- 1982년 9월 1일 상대동을 상대1동과 상대2동으로 분동하였다.
- 1983년 2월 11일 미천면 월암리, 용암리를 대곡면으로 편입했다.[11]
- 1990년 4월 1일 망경남동과 망경북동을 망경동으로, 수정남동과 수정북동을 수정동으로, 옥봉남동과 옥봉북동을 옥봉동으로, 상평동동과 상평서동을 상평동으로, 초전남동과 초전북동을 초전동으로, 이현남동과 이현북동을 이현동으로, 판문남동과 판문북동을 판문동으로 합동하였다.
- 1992년 10월 12일 상대2동을 상대2동과 하대동으로 분동하였다.
- 1995년 1월 1일 진양군 일원을 편입하여 통합 진주시를 설치하였다.
- 1995년 3월 1일 문산면이 문산읍으로 승격하였고, 평거동을 평거동과 신안동으로 분동하였다.
- 1997년 7월 1일 본성동과 남성동을 성지동으로, 대안동과 장대동을 중앙동으로, 봉곡동과 중안동을 봉안동으로, 봉래동과 수정동을 봉수동으로, 초전동과 장재동을 초장동으로 합동하였고, 하대동을 하대1동과 하대2동으로 분동하였다.
- 2001년 5월 3일 제1청사(구 진주 시청사)와 제2청사(구 진양 군청사)를 진주시 상대동 284번지에 통합 시 청사로 개청하였다.
- 2013년 5월 1일 망경동, 강남동, 칠암동을 천전동으로, 성지동과 봉안동을 성북동으로, 중앙동, 봉수동, 옥봉동을 중앙동으로, 상봉동동과 상봉서동을 상봉동으로 합동하였다.
- 2017년 1월 1일 상대1동과 상대2동을 상대동으로 합동하였다.
- 2017년 2월 1일 하대1동과 하대2동을 하대동으로 합동하였다.